# Électroaimant

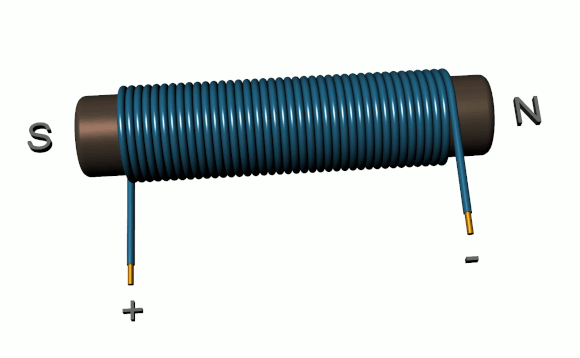
Un simple électroaimant constitué d'un noyau en ferrite et d'un fil électrique enroulé autour. La force mécanique d'attraction de l'électroaimant est proportionnelle au carré du produit du courant par le nombre de spires.

Un électro-aimant produit un champ magnétique lorsqu'il est alimenté par un courant électrique : il convertit de l’énergie électrique en énergie magnétique. Il est constitué d’un bobinage et le plus souvent d’une pièce polaire en matériau ferromagnétique ou ferrimagnétique doux appelée noyau magnétique qui canalise les lignes de champ magnétiques. Les électroaimants sont très largement utilisés dans l’industrie.

## Histoire
Le Danois Hans Christian Ørsted découvrit en 1820 que des courants électriques créent des champs magnétiques. La même année les Français François Arago et André-Marie Ampère découvrent l'aimantation d'un métal ferrique placé à l'intérieur d'un solénoïde. Partant de cet effet, le Britannique William Sturgeon inventa l'électroaimant en 1824,. Son premier électroaimant était composé d'une pièce de fer en forme de fer à cheval entourée d'environ 18 tours de fil de cuivre non isolé (Le fil isolé n'existait pas encore). Le fer était verni pour l'isoler de l'enroulement de cuivre. Lorsqu'un courant traversait la bobine d'induction, le fer devenait magnétique et attirait d'autres morceaux de fer. Quand le courant était coupé, cet effet disparaissait. Sturgeon montra que, bien qu'il n'ait pesé qu'environ 200 grammes (7 onces), son électroaimant était capable de soulever environ 4 kilogrammes (9 livres) quand le courant d'une seule pile était appliqué. Cependant, les électroaimants de Sturgeon étaient en fait faibles car le fil non isolé ne pouvait être enroulé que sur une seule couche autour du noyau magnétique, ce qui limite le nombre de tours et implique un courant intense et une forte chaleur dissipée destructrice du vernis.
À partir de 1830, le physicien américain Joseph Henry améliora et popularisa l'électroaimant,. En utilisant du fil isolé par du fil de soie, et en s'inspirant de l'utilisation de multiples tours de fil par Johann Schweigger pour son galvanomètre, il réussit à enrouler plusieurs couches de fil sur les noyaux, créant des aimants puissants présentant des milliers de tours de fil, dont un pouvant supporter 936 kilogrammes (2063 livres). Les électroaimants ont eu pour la première fois une application majeure dans la technologie du télégraphe électrique au XIXe siècle et ont permis de passer de la lecture du code par l'électrochimie de l'émission de bulles de gaz, à la lecture électrotechnique par un traceur mécanique et un indicateur sonore.
La théorie des domaines magnétiques décrivant le comportement des noyaux ferromagnétiques fut proposée en 1906 par le Français Pierre Weiss.

## Fonctionnement et géométries
Un matériau ferromagnétique est utilisé comme noyau de l’électroaimant. Si un courant traverse la bobine, le noyau ferromagnétique est aimanté par le champ magnétique produit par la bobine. Grâce à la superposition de ces deux champs magnétiques, la présence du noyau permet d'augmenter l'induction magnétique générée par la bobine. Il existe des électroaimants de formes diverses :
- Barreau : le noyau magnétique est une simple barre de fer
- Toroïde : le noyau magnétique est en forme d’anneau.
- Circuit avec entrefer : le noyau magnétique est de forme rectangulaire avec une petite ouverture appelée entrefer.

## Champ magnétique généré
Dans cette section on traitera uniquement du cas d'un électro-aimant de type "circuit avec entrefer".

### Électroaimant à section constante
Pour déterminer l’expression du champ magnétique généré par un électro-aimant à section constante, on utilise le théorème d’Ampère, ainsi que certaines propriétés magnétiques : le flux de l’induction magnétique est constant ; la composante normale de B est continue à la traversée d’une surface (Bint = Bext)
On définit les grandeurs suivantes :
B : induction magnétique (T)
H : champ magnétique (A/m)
N : nombre de spires du bobinage
I : courant électrique parcourant le bobinage (A)
Lc : longueur totale du noyau magnétique (m)
Le : largeur de l’entrefer (m)
μr : perméabilité magnétique relative du matériau constituant le noyau

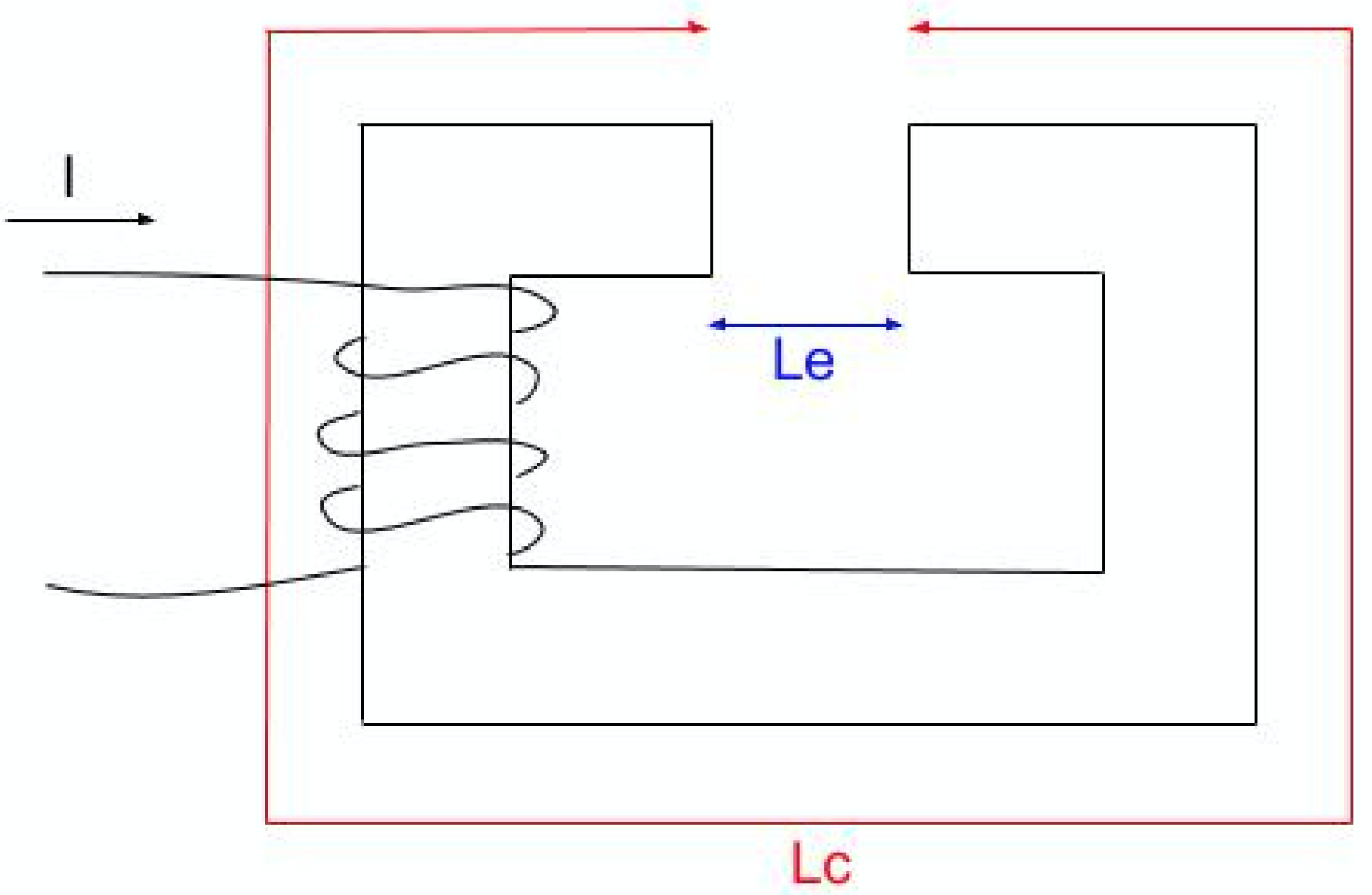

Dans la matière, on utilise le théorème d’Ampère appliqué au champ magnétique {\displaystyle {\vec {H}}} :
{\displaystyle \int {\vec {H}}.\,\mathrm {d} {\vec {l}}=NI\Rightarrow H_{c}.L_{c}+H_{e}.L_{e}=NI}
La continuité de la composante normale de {\displaystyle {\vec {B}}} permet d’écrire :
{\displaystyle H_{c}={\frac {H_{e}}{\mu _{r}}}}
On obtient alors l’expression du champ magnétique :
{\displaystyle H_{e}={\frac {N.I}{{\frac {L_{c}}{\mu _{r}}}+L_{e}}}}
On pourra noter que la position du bobinage n’a aucune influence sur le champ magnétique, seuls le nombre de spires et le courant les traversant interviennent dans l’équation.

### Influence de la géométrie à l’entrefer
La géométrie d’un électro-aimant peut avoir une influence sur ses propriétés.

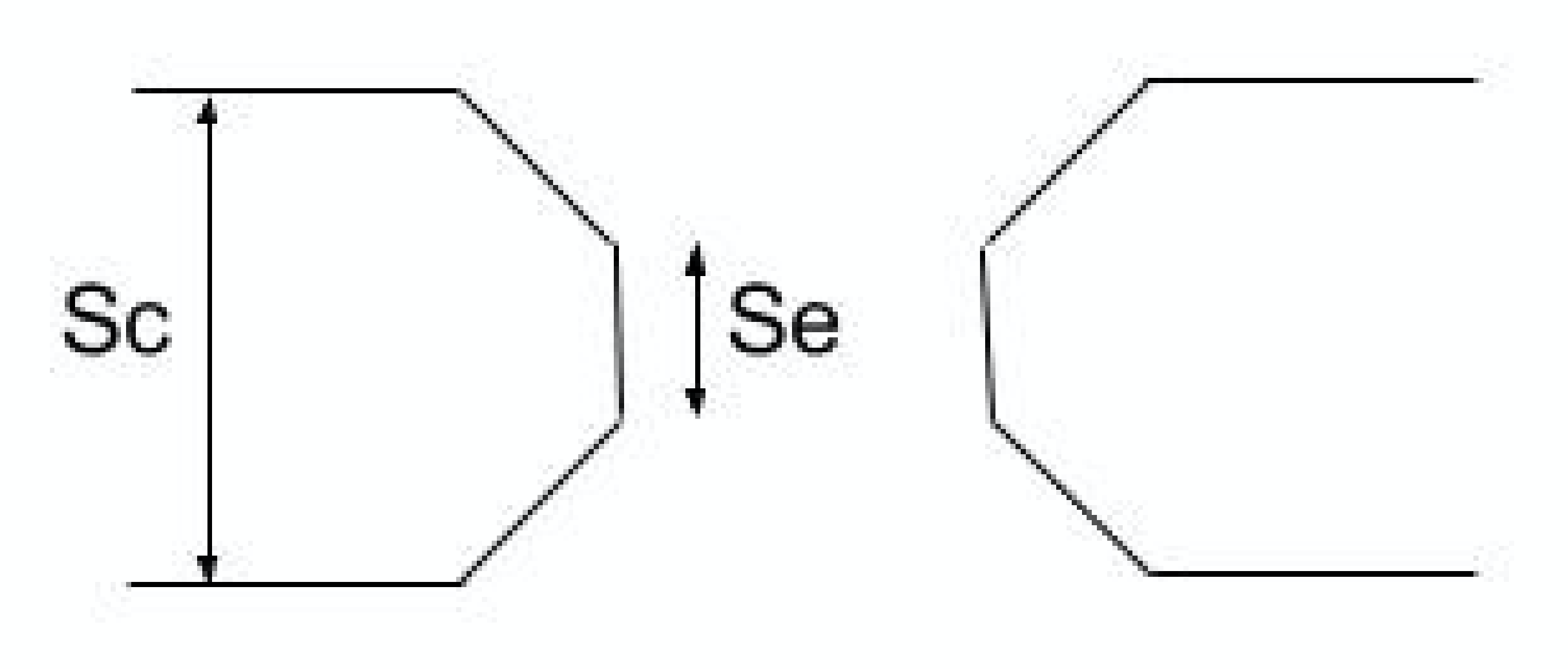
Variation de la section au niveau de l’entrefer

Dans le cas d’un électro-aimant à section différente au niveau de l’entrefer
{\displaystyle \int {\vec {B}}.\,\mathrm {d} {\vec {S}}={\vec {0}}\Rightarrow {\vec {B}}_{c}.S_{c}+{\vec {B}}_{e}.S_{e}={\vec {0}}\Rightarrow B_{c}={\frac {S_{e}}{S_{c}}}.B_{e}}
Ensuite, grâce au théorème d’Ampère, on retrouve l’expression du champ magnétique {\displaystyle {\vec {H}}} :
{\displaystyle H_{e}={\frac {N.I}{{\frac {S_{e}}{S_{c}}}.{\frac {L_{c}}{\mu _{r}}}+L_{e}}}}
Avec une section plus petite au niveau de l’entrefer comme sur le schéma précédent, le champ généré sera donc plus important.

## Force résultante

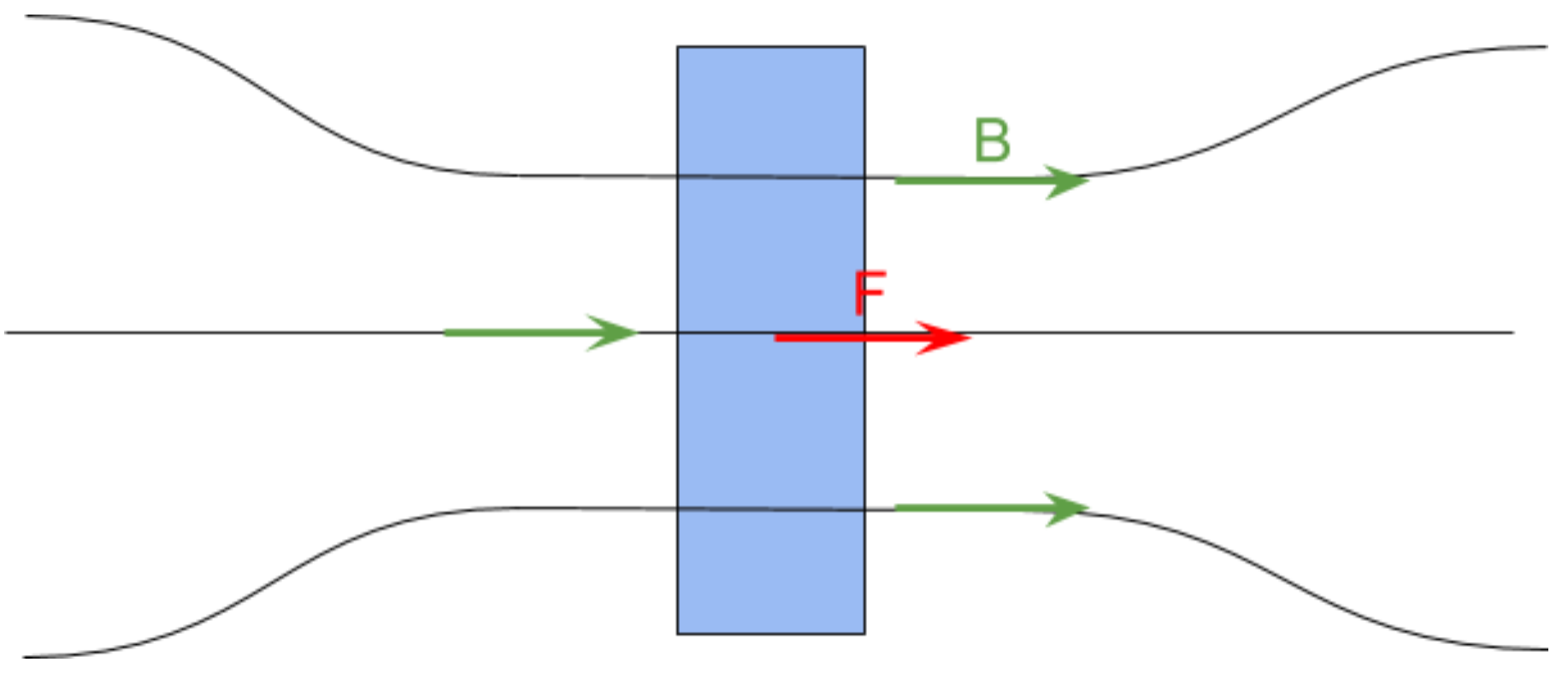
Direction de la force exercée par un champ magnétique

Un matériau ferromagnétique soumis à un champ magnétique subit une force orientée dans le sens du champ. Le calcul de cette force est en général assez difficile à cause de la complexité des lignes de champ. Il faut donc faire quelques approximations pour aboutir à une équation simple :
- Le matériau est de grande perméabilité : µr >> µ0
- Le flux du champ magnétique est parfaitement canalisé par le noyau magnétique

La force maximale exercée par l’électroaimant est donnée par la formule :
{\displaystyle F={\frac {B^{2}A}{2\mu _{0}}}}
F : Force exercée (J/cm)
B : Induction magnétique (Wb/cm2)
A : Section du noyau magnétique (cm2)
µ0 : Perméabilité magnétique du vide (kg m s−2 A−2)
Si on retourne aux unités couramment utilisées : F (kgf), B (T), A (cm2), on obtient :
{\displaystyle F=A\times \left({\frac {B}{5\times 10^{7}}}\right)^{2}}
Si on prend en compte l'entrefer :
{\displaystyle F={\frac {A\times \left({\frac {B}{5\times 10^{7}}}\right)^{2}}{1+\alpha \times L}}}
Avec L, longueur de l'entrefer et α coefficient de correction (≈3 à 5)
Exemple : pour B = 1 T :
{\displaystyle P={\frac {F}{A}}={\frac {B^{2}}{2\mu _{0}}}=}398 kPa
pour B=2 T :
{\displaystyle P=}1 592 kPa
Pour avoir une unité plus intuitive, on peut ramener un champ de 1 tesla à une pression de 4 atmosphères.
Pour un circuit magnétique fermé, en remplaçant le champ {\displaystyle {B}} par l’expression obtenue grâce au théorème d’Ampère, on trouve :
{\displaystyle F={\frac {\mu ^{2}N^{2}I^{2}A}{2\mu _{0}L^{2}}}}
Pour construire un électroaimant puissant, il est donc préférable d’utiliser un circuit magnétique court avec une grande section. La force magnétique reste toutefois limitée par l’aimantation à saturation, correspondant à environ 2 teslas pour les matériaux ferromagnétiques. Les électroaimants utilisés pour lever des charges fonctionnent en circuit fermé avec une petite ouverture permettant de passer la partie magnétique de l’objet par laquelle on pourra le maintenir, ce grâce au fort champ magnétique créé dans cet espace. Cette géométrie est utilisée pour soulever des conteneurs de plus de 25 tonnes.

## Contraintes d'utilisation

### Dissipation thermique par effet Joule
La puissance consommée par un électroaimant en courant continu est uniquement due à la résistance de la bobine, cette dernière étant dissipée sous forme de chaleur. Certains gros électroaimants nécessitent donc d'avoir un circuit de refroidissement autour des bobines afin d'éviter toute surchauffe. Comme le champ magnétique est proportionnel au nombre de spires de la bobine et au courant : B ≈ NI, on peut diminuer le courant I en augmentant le nombre de spires N afin de garder le produit NI constant.
Comme la puissance dissipée P = RI2 augmente comme le carré du courant, la puissance dissipée peut être réduite en diminuant le courant I à travers la bobine et en augmentant le nombre de spires N proportionnellement, ou en utilisant du fil plus épais pour réduire la résistance.
Par exemple, diviser I par 2 et doubler N permet de diviser par 2 la puissance dissipée.
Cependant, il existe une limite à l’augmentation du nombre de spires. En effet, si on augmente le nombre de tours, on augmente la place que prend la bobine dans l’électroaimant. Lorsqu’il n’y a plus de place cela implique de réduire le diamètre des fils. Or la diminution du diamètre du fil augmente la résistance.
C’est pourquoi dans les grands électroaimants, il existe une perte ohmique qui ne peut être réduite sauf à utiliser des métaux conducteurs plus onéreux que le cuivre (l'argent), cela est utilisé dans des cas non ordinaires.

### Pic de tension induit par la variation du courant
Un électroaimant possède une certaine inductance qui résiste à la variation du courant à travers les spires. Chaque soudaine variation de courant entraîne d’importants pics de tension dans la bobine. C’est pourquoi, quand le courant à travers l’aimant augmente (à l’allumage), l’énergie du circuit doit être stockée dans le champ magnétique. Quand on éteint l'électroaimant, cette énergie retourne au circuit.
Si l’on utilise un simple interrupteur pour contrôler le courant dans la bobine, des dommages importants peuvent alors subvenir au niveau de l’interrupteur et du circuit. En effet, à l’arrêt de l’électroaimant, l’énergie du champ magnétique est renvoyée spontanément dans le circuit, causant un fort pic de tension et un arc électrique au niveau de l’interrupteur. C’est pourquoi, pour de petits électroaimants, des capacités sont utilisées au niveau des interrupteurs pour réduire les arcs en stockant temporairement le courant.
On utilise de façon plus systématique une diode afin d’empêcher les pics de tension en imposant un sens de circulation au courant à travers la bobine jusqu’à ce que l’énergie retournée au circuit disparaisse par dissipation thermique.
Les grands électroaimants sont quant à eux généralement alimentés par un courant variable contrôlé par des microcontrôleurs afin de prévenir ces pics de tension en accomplissant des petits changements de courants sous forme de rampe. Cela peut prendre plusieurs minutes pour compenser toute l’énergie retournée au circuit sur un grand électroaimant.

## Applications
L'électroaimant fait souvent partie d'un ensemble électrique (moteur électrique, générateur, radio, téléviseur, magnétophone, magnétoscope, disque dur, microscope électronique, machines diverses). Dans les moteurs et les générateurs, il est utilisé pour créer un champ électromagnétique que l'on peut contrôler (inducteur) ou un collecteur de courant électrique (induit).
Exemples d'utilisations :
- Quand il est utilisé seul, l'électroaimant peut être assimilé à un aimant commandé. En fonction du courant électrique envoyé, on peut activer ou non l'aimant. On peut ainsi faire de nombreux dispositifs qui couvrent des applications allant du confort quotidien aux systèmes de sécurité.

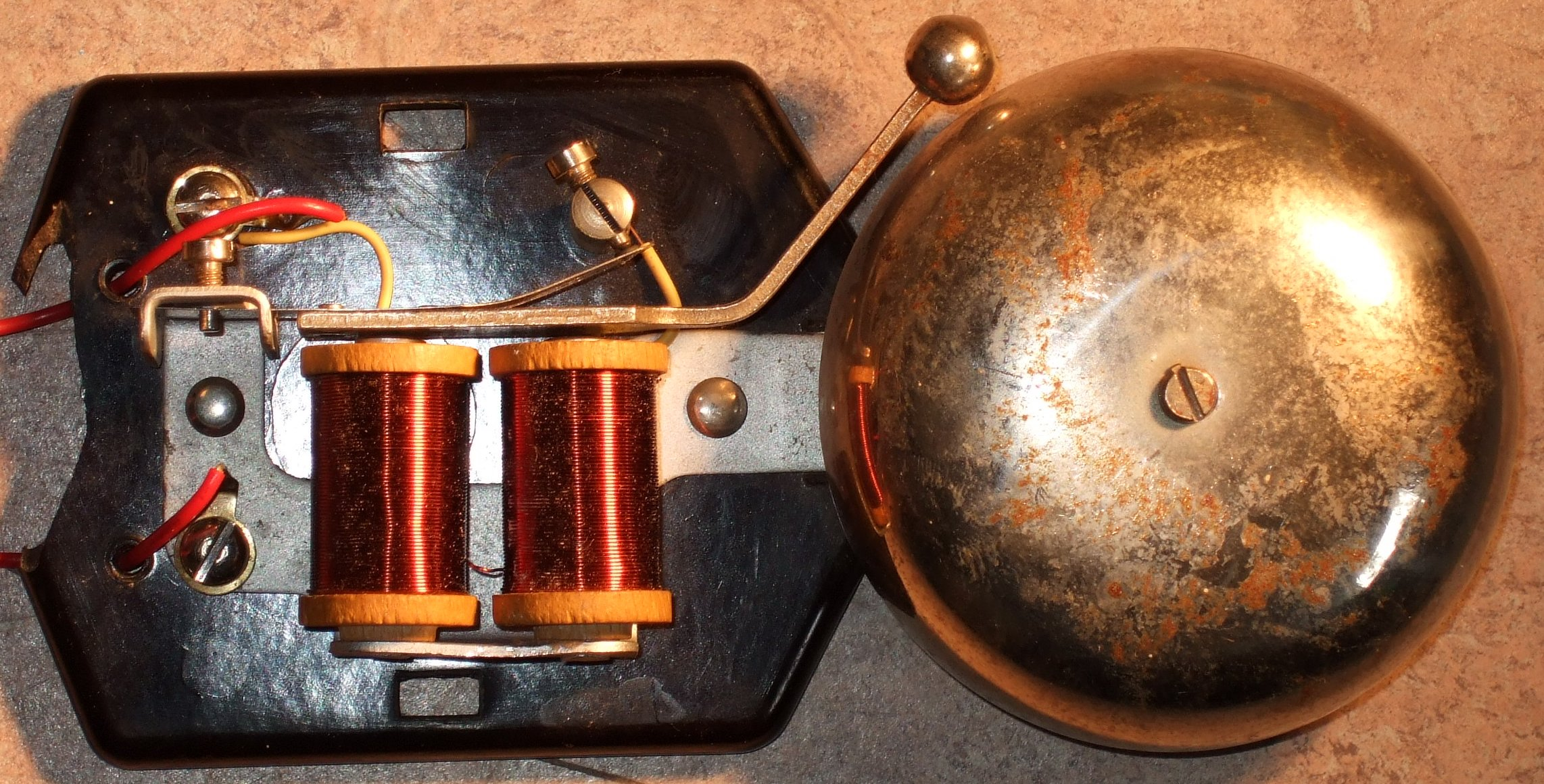
Sonnette de Porte

- - La gâche électrique d'une porte : l'électroaimant garde la porte fermée, tant que le courant électrique l’alimente. L'utilisation d’un code ou d'un émetteur coupe le courant, libérant ainsi la porte. Il existe aussi des serrures magnétiques utilisant un aimant permanent. Dans ce cas, le courant n’est actif que lors de l’utilisation d’un émetteur et perturbe le champ magnétique de l'aimant permanent[7].
  - Pour faire vibrer une tige métallique afin de faire par exemple sonner une cloche.
  - Certains verrouillages de portes sont confiés à des électroaimants, dont la force d'attraction peut atteindre 6 000 N. Ce type de dispositif maintient des portes coupe-feu ouvertes dans certains immeubles, les libérant en cas d'incendie, ce dispositif est appelé improprement ventouse.
- Les relais électromagnétiques, les disjoncteurs, les télérupteurs sont basés sur l'attirance d'une masse ferromagnétique par un électroaimant. Cette masse contrôle le déplacement des contacts électriques.
- Dans de nombreux automatismes électromécaniques, des mouvements linéaires relativement courts (moins de 5 centimètres) sont confiés à un électroaimant à noyau plongeur, application particulière de l'électroaimant.
- Pour faire des moteurs électriques : le stator (ici l'électroaimant) entraîne un rotor grâce au champ magnétique, ce qui entraîne l'arbre de transmission.Stator d'Universalmotor

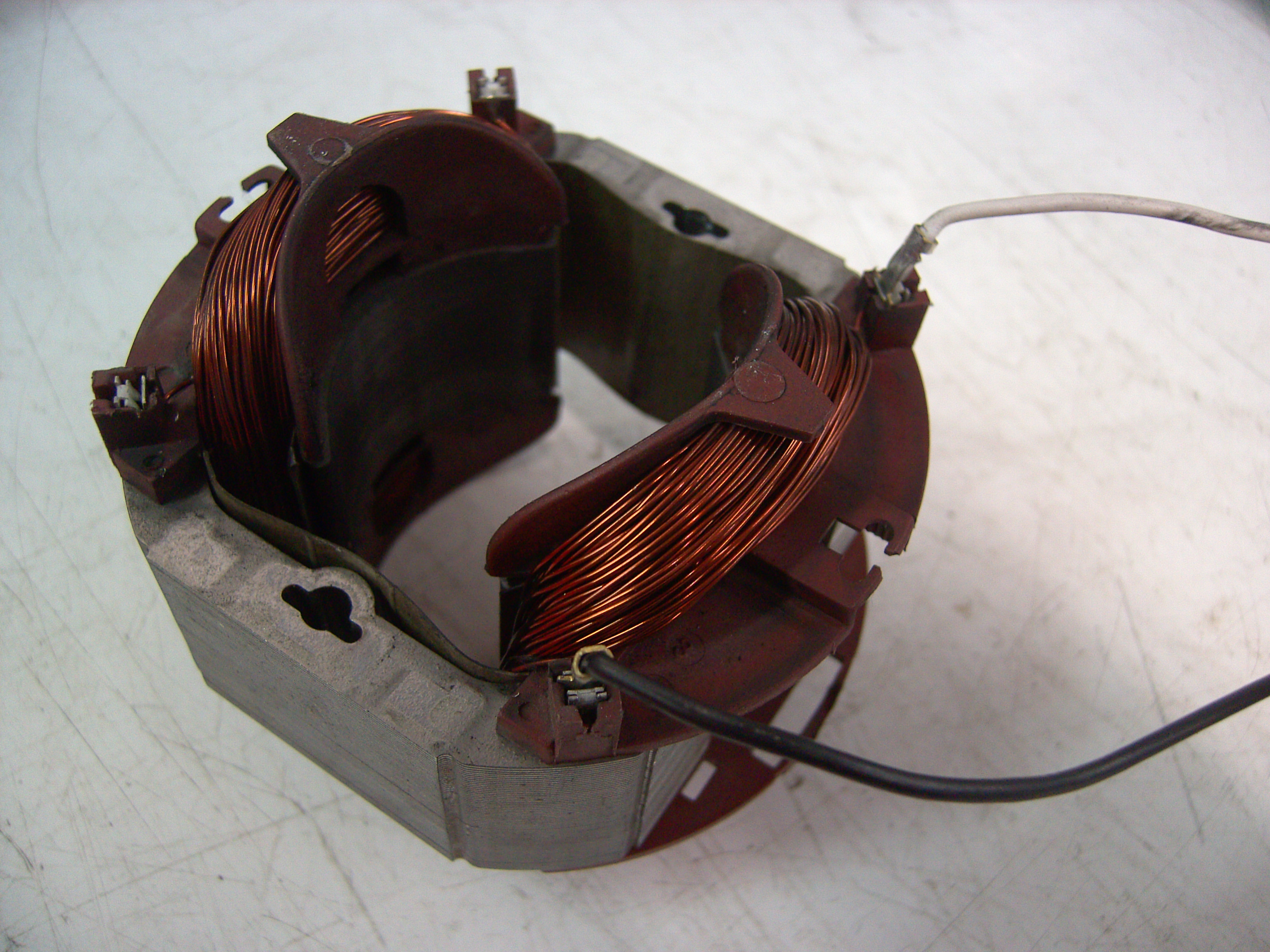
Stator d'Universalmotor

- Les injecteurs de carburant (essence et gazole) des moteurs montés dans les automobiles actuelles sont des électroaimants pilotés directement par le calculateur électronique de gestion du moteur. Lorsque le calculateur veut injecter du carburant, il fournit un courant électrique à l'injecteur, l'aiguille bouchant le trou d'injection recule, laissant ainsi entrer le carburant sous pression dans le moteur. L'aiguille est remise en place par un ressort à la disparition du courant.
- Le levage de masses métalliques ainsi que le tri des déchets métalliques est confié à de puissants et grands électroaimants.Aimant de levage industriel

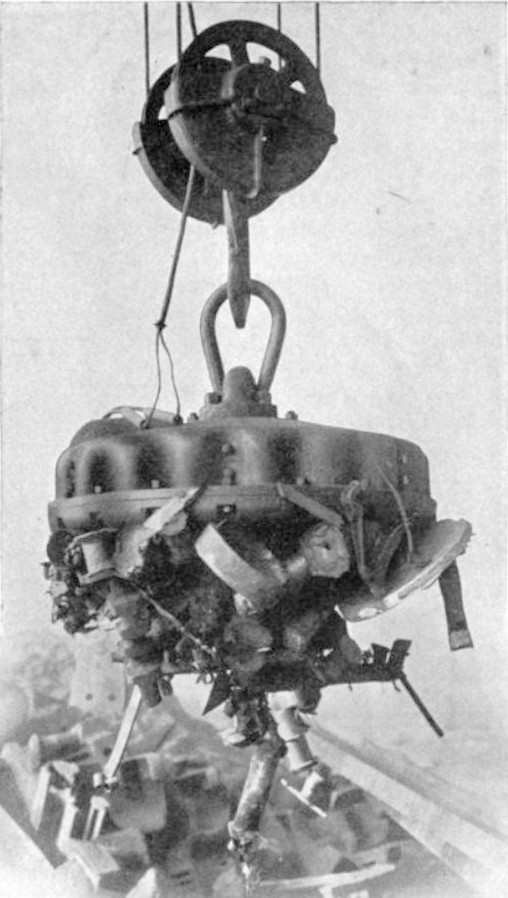
Aimant de levage industriel

- Dans les enregistreurs magnétiques (magnétophone, magnétoscope, piste magnétique), l'électroaimant sert à aimanter les particules métalliques du support de l'information. Pendant que le support magnétique (bande ou disque) défile devant une tête magnétique à une vitesse contrôlée, un courant électrique (image) de la source à enregistrer passe dans la tête transférant ainsi l'information sous forme magnétique. Pour la lecture, le support défile de nouveau devant la tête magnétique, dans laquelle les variations de champ magnétique induisent un courant électrique, qui est amplifié et adapté pour être restitué dans sa forme originale.
- Dans la reproduction sonore, l'électroaimant est le moteur des haut-parleurs : une membrane est mise en mouvement par une bobine plongée dans le champ magnétique d'un aimant permanent. La membrane vibre au rythme du signal alimentant la bobine.
- Les électroaimants sont utilisés dans les accélérateurs de particules (synchrotrons, cyclotrons, …) pour la recherche en physique (comme le LHC).

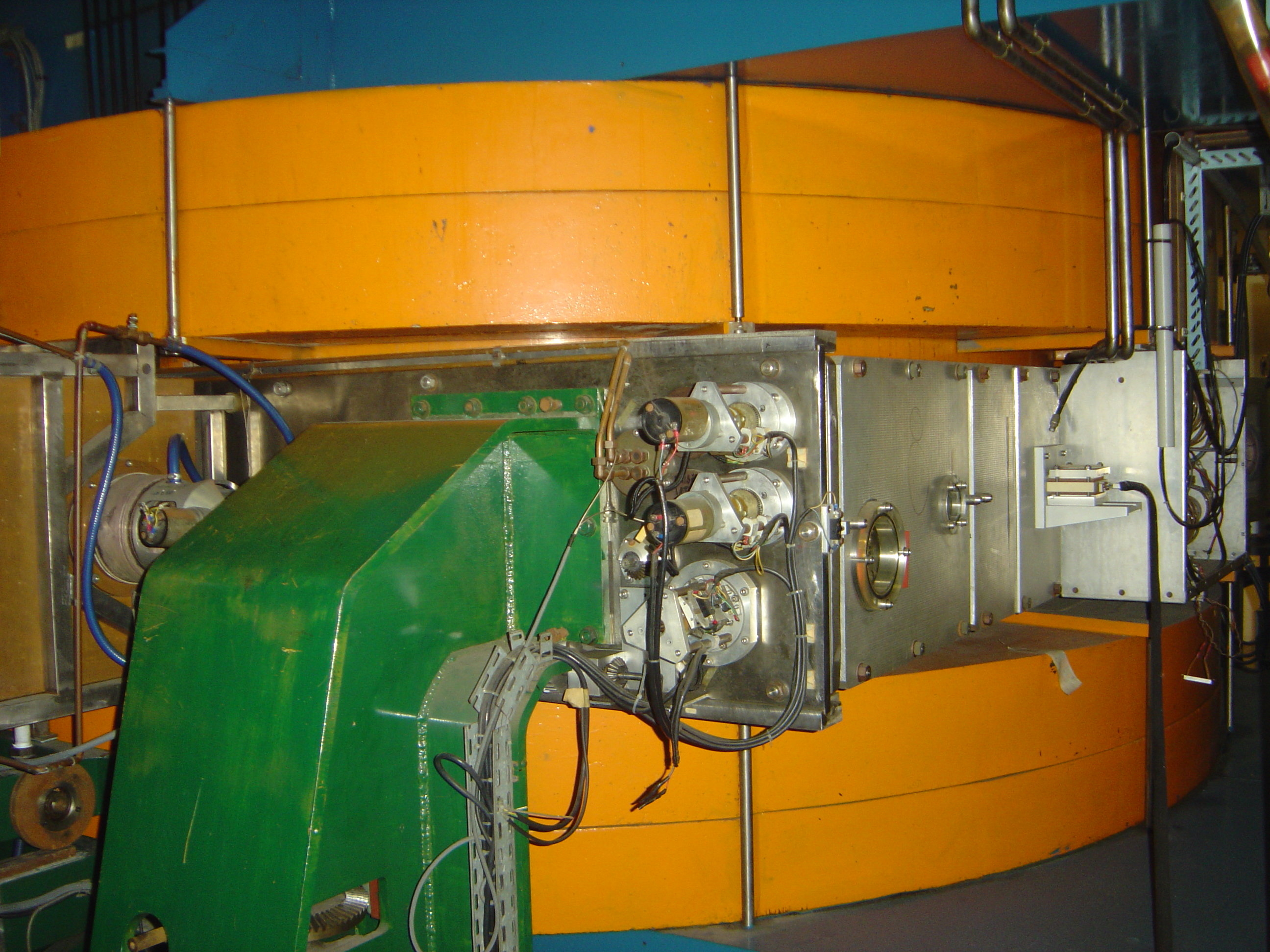
L'électroaimant du synchrocyclotron au centre de protonthérapie d'Orsay

- Dans le train à lévitation allemand, le Transrapid, ou dans le train japonais, le Maglev, les électroaimants sont utilisés pour la lévitation, la propulsion et la rotation angulaire. Il utilise le principe de la sustentation électromagnétique (ou EMS) avec des électroaimants classiques.
- Dans les paliers magnétiques, les électroaimants servent à faire léviter un rotor en le faisant flotter dans un champ magnétique afin de le faire tourner sans contacts.

## Expériences
Il est possible de fabriquer soi-même un petit électro-aimant en bobinant deux mètres de fil électrique autour d’une vis en connectant le circuit quelques secondes (au maximum 5 secondes sinon la pile se décharge rapidement) à une pile alcaline de 4.5 volts. Cet électro-aimant qui reproduit les expériences d'Ampère peut attirer des clous, des rondelles en fer, des trombones.